# Михайленко Ганна Василівна
Ганна Василівна Михайленко (уроджена Смолій; 30 квітня 1929, Михновець, Польська Республіка — 29 вересня 2015, Одеса, Україна) — українська перекладачка, правозахисниця, громадська діячка. Учасниця українського правозахисного руху, неоголошений член Української Гельсінської групи.

## Життєпис
Ганна Михайленко народилася 30 квітня 1929 у селі Михновець Турківського повіту Львівського воєводства Польщі в багатодітній національно свідомій українській родині. Родина мала 12 га землі і тяжко її обробляла.
Батько, Смолій Василь Григорович, в австрійській армії дослужився до чину фельдфебеля, воював на італійському та східному фронтах, був у російському полоні в Середній Азії, помер 1936 року. Мати, Ганна Федорівна, з роду Ламанців, померла 1979 року. 1940 року більшовики заарештували брата Йосипа. Брат Павло намагався перейти кордон і, щоб не потрапити в руки НКВС, підірвався гранатою. Сестра Катерина за участь у партизанському русі УПА каралася в концтаборах з 1944 до 1956 року. Десять осіб з родини Смоліїв сиділи в російських тюрмах.
У рідному селі Ганна закінчила три класи початкової школи. Навчилася розмовляти, читати й писати польською мовою. У четвертий клас пішла вже за радянської окупації Західної України, а в часи німецької окупації вчилася на підготовчих курсах. 1943 року при Турківській гімназії склала екстерном іспити за 7 класів. Займалася обробітком землі. Читала твори Тараса Шевченка, Івана Франка, Лесі Українки, патріотичний дитячий журнал «Дзвіночок». Була свідком жертовної боротьби УПА.
В обійсті Смоліїв НКВС шукало зброю, якої назбирала Ганна. Вона втекла в інший район і вступила 1947 року до 8 класу середньої школи у Нижніх Устриках. За власною ініціативою з подругами розклеювала антирадянські листівки, поширювала видання ОУН. Вона переконувала однокласників не вступати до комсомолу. 1949 року Ганну вперше заарештували. Спершу допитували в НКВД у Нижніх Устриках, а потім завезли до в'язниці в Дрогобич. Три голодних дні слідчий домагався свідчень про участь дівчини в ОУН, але фактів не мав і змушений був її відпустити.
Живучи надголодь, Ганна таки закінчила школу 1950 року, але атестата зрілості домоглася тільки восени. Тим часом рідне село Михновець, за договором між СРСР і Польщею про обмін територіями, переселили в село Агафіївку Любашівського району на Одещині. Ганна затрималася і в травні 1951 року вступила до Львівського вчительського інституту іноземних мов перевелася на заочне відділення і до кінця навчання у 1955 році викладала німецьку мову в Агафіївці.
Переселенці були під пильним наглядом КДБ СРСР, у 1958 році з Михайленко було проведено бесіди. До 1964 року Ганна Василівна працювала в різних школах Одеської області, а потім переїхала до Одеси й працювала вихователькою в робітничому гуртожитку автопарку. 1968 року влаштувалася перекладачем технічної літератури в інституті «Скломаш», де її 1972 року намагалися звільнити «за скороченням штатів», перейшла працювати бібліотекарем у СШ № 1, де працювала до 1977 року. Пропагувала українську книжку, водила дітей до пам'ятника Тарасові Шевченку 9 березня й 22 травня.
1971 року познайомилася з Ніною Караванською, допомагала їй, писала листи, збирала передачі Святославу Караванському, Івану Світличному, Стефанії Шабатурі та іншим політв'язням. Коли 6 грудня 1971 року Ніну Караванську було заарештовано, Михайленко ініціювала створення правозахисної групи на захист Караванської та заарештованих Олексія Різниківа й Олекси Притики. У 1974—1975 роках разом із одеськими правозахисниками Галиною Могильницькою, Мпрією Овдієнко і О. Данієлян захищала заарештованого Леоніда Тимчука, потім — Василя Барладяну. 1973 року Ганні Михайленко у КДБ було зачитано попередження за указом Президії Верховної ради СРСР від 25 грудня 1972 року про «антирадянську діяльність», вчинено обшуки. 5 жовтня 1976 року Михайленко і ще 10 одеських правозахисників влаштували біля пам'ятника Пушкіну мовчазну акцію протесту проти порушень прав людини в СРСР. Проти Ганни неодноразово було влаштовано провокації. 26 червня 1977 року змушена була звільнитися з роботи. Вже на новій роботі, на залізничному підприємстві, тривали провокації, деякі робітники написали на неї скарги за «образу». Михайленко присудили рік примусових робіт за місцем праці. З 1976 року співпрацює з Українською Гельсінською групою. За порадою Оксани Мешко оскаржувала свою кримінальну справу в ЦК: у результаті з посади було знято прокурора Іллічівського району Одеси, другого секретаря райкому партії й директора школи, де Михайленко працювала.
Ганна Михайленко разом з Мешко готувала й редагувала матеріали УГГ. Хоча за ними пильно стежили, документи УГГ все ж виходили в Москві й за кордоном. 20 лютого 1980 року в Михайленко вкотре вчинено обшук, забрано документи УГГ й порушено справу за ст. 62 ч. 1 КК УРСР. Михайленко двічі голодувала на знак протесту, її не було допущено до суду, кілька разів зазнавала психіатричної експертизи в Одесі, Харкові. 13 грудня 1980 року і 18 лютого 1981 року відбулися засідання Одеського обласного суду без участі Ганни Василівни як «неосудної». Суд, посилаючись на ст. 12 КК УРСР, виніс вирок про примусове лікування. Провела 7 жахливих років у Казанській спецпсихлікарні. СФУЖО, міжнародні правозахисні організації, Папа Римський, Amnesty International клопоталися за неї. У жовтні 1987 року комісія з Інституту ім. Сербського дозволила перевести Ганну Василівну у вільну лікарню. 22 лютого 1988 року її було привезено до Одеської психіатричної лікарні № 1. 11 травня 1988 року суд зняв з Михайленко примусове лікування. 19 травня дисидентку було звільнено. Після звільнення жила із сестрою Параскою, яка нею опікувалась. 1990 року на запрошення Бостонського відділу Міжнародної амністії Михайленко їздила до США, де зустрічалася з Ніною та Святославом Караванськими, відвідала видавництво «Смолоскип». Американські психіатри визнали, що шизофренією Ганна Михайленко ніколи не хворіла.
Після повернення до України очолювала Одеську організацію Всеукраїнського товариства політичних в'язнів і репресованих, брала активну участь у створенні «Просвіти», Комітету солдатських матерів, Української Гельсінської Спілки, Української Республіканської партії, обласну організацію якої очолювала 1990—1992 роках, потім до 1998 року — Української Консервативної Республіканської партії. Влаштовувала пікети, у тому числі 19 серпня 1991 року — біля Одеської міської ради проти ДКНС. У числі 60 одеситів вона доставляла прапор до Верховної Ради України.
На початку 1990-х років Ганна Михайленко організувала відсіч спробі переселити на Одещину 250000 росіян, щоб змінити демографічну ситуацію і проголосити буферну «республіку». Також організувала масові протести одеситів проти спроби Одеської облради на чолі з Русланом Боделаном не визнати Акт проголошення незалежності України і проголосити «Новоросію». Масовий пікет одеситів зірвав цю спробу й 11 лютого 1993 року.
Указом Президента України від 26 листопада 2005 року Ганна Михайленко нагороджена Орденом Княгині Ольги ІІІ ступеня; указом № 937/2006 від 8 листопада 2006 року — Орденом «За мужність» І ступеня.
Померла громадська діячка 29 вересня 2015 року в Одесі. Похована 3 жовтня в Трускавці на алеї Політв'язнів.

## Вшанування
- 26 липня 2024 року в Одесі перейменували вулицю на честь Ганни Михайленко.[7]